# Waldemar Frąckiewicz
Waldemar Frąckiewicz – polski artysta fotograf, uhonorowany tytułem „Artiste FIAP” (AFIAP). Dr psychologii (eksperymentalnej spostrzegania), mgr sozopsychologii (Katolicki Uniwersytet Lubelski).

## Życiorys
Jako fotograf zadebiutował w 1972 roku w lubelskim dzienniku „Sztandar Ludu”, po raz pierwszy pokazał swoje zdjęcia w 1976 roku, na „XII Międzynarodowym Biennale Fotografii Przyrodniczej” w Poznaniu. W latach 1990–2014 był wykładowcą na Uniwersytecie Marii Curie-Skłodowskiej w Lublinie (media w komunikacji społecznej, psychologia osobowości i twórczości, specjalizacja fotograficzno-filmowa).
Jest autorem i współautorem wielu wystaw fotograficznych, indywidualnych i zbiorowych, krajowych i międzynarodowych, m.in. organizowanych pod patronatem Międzynarodowej Federacji Sztuki Fotograficznej FIAP. Jest laureatem wielu nagród, wyróżnień, dyplomów, listów gratulacyjnych, animatorem i menedżerem kultury Uniwersytetu Marii Curie-Skłodowskiej w Lublinie. Jest członkiem jury w wielu konkursach (m.in.) fotograficznych. Wielokrotnie publikował swoje fotografie (m.in.) w prasie specjalistycznej: „Foto”, „Foto Kurier”. Do 1989 roku był redaktorem „Działu oceny” w miesięczniku „Foto”. Jest autorem filmów: „Pielgrzymka z oberkiem”, „Majówki lubelskie”, „Wystawa na wietrze”, „Przesadzanie starego krzyża”, „Pracownia Rzeczy Pięknych”.
Waldemar Frąckiewicz w 1989 roku został uhonorowany tytułem AFIAP (Artiste FIAP), nadanym przez Międzynarodową Federację Sztuki Fotograficznej FIAP, z siedzibą w Luksemburgu.

## Odznaczenia
- Medal 150-lecia Fotografii (1989)
- Złoty Medal „Za Fotograficzną Twórczość”[10]

## Publikacje (albumy)
- „Krople słońca – fotografia haiku”
- „Kapliczki wokół Lublina”

Źródło